# Sumerian Records
La Sumerian Records è un'etichetta discografica indipendente situata a Washington e a Los Angeles. L'etichetta è stata fondata nel 2006 da Ash Avildsen, il quale è anche un booking agent, ed è gestita da Shawn Keith.
Il primo gruppo non statunitense ad aver firmato con l'etichetta sono stati i Fellsilent nel 2008. L'etichetta ha stretto un accordo con la nota serie di videogiochi Rock Band per portare la propria musica alla Rock Band Network. In tempi più recenti, la Sumerian Records ha collaborato con The Ultimate Warrior per la realizzazione di una webserie intitolata The Warrior Show In. Il primo episodio dello spettacolo ha visto la partecipazione del gruppo metalcore Asking Alexandria ed è stato pubblicato il 23 febbraio 2013. Il secondo episodio, pubblicato il 17 gennaio 2013, ha visto invece il gruppo electronicore I See Stars.